# ペクトラルクロス

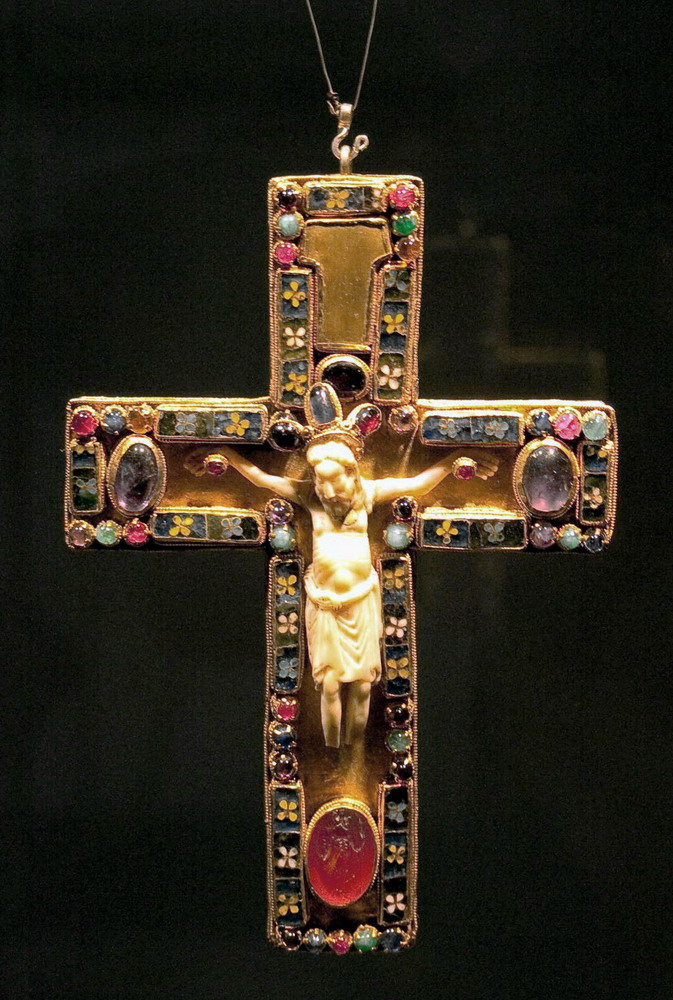
オランダの聖セルバティウス教会所蔵のペクトラルクロス。木材に金を施し、七宝、宝石に象牙製のイエス像で装飾されている。イングランド王ヘンリー3世から贈られたとみられている

ペクトラルクロスは、キリスト教の高位聖職者が身に着ける装飾用の十字架。通常、チェーンや紐などを用いて首から吊り下げ、胸の前に十字架部分があるためこの名がある。
キリスト教徒が十字架を装飾品とすることは聖職者、一般信徒ともに行われてきたが中世後期頃から胸の部分に装着した大型の十字架は司教(主教)の服飾的な特徴となり、ローマ・カトリックでは教皇、枢機卿、司教、修道院長などの高位聖職者の権威を象徴する特権となった。高位聖職者のためのペクトラルクロスは多くの場合、貴金属(プラチナ、金、銀)を主材料とし、貴石や半貴石、複雑な彫刻が行われているもの、十字架上のイエスや、天使や羊、イクソスなどキリスト教のシンボルが意匠されたものも多くみられる。聖遺物を収納するための箱状のものも存在し、そのような場合、中の聖遺物を見ることができるように開閉できるような蝶番がつけられていたり、中身が見えるようにガラスの部分がつけられている。
現代では、聖職者・信徒が高額な装飾品を忌避する場合や、ナショナリズムの表れとして司牧する国や地域、民族に由来する材料や装飾が施された十字架を着用する例も多くみられる。

## 各教派での習慣

### カトリック

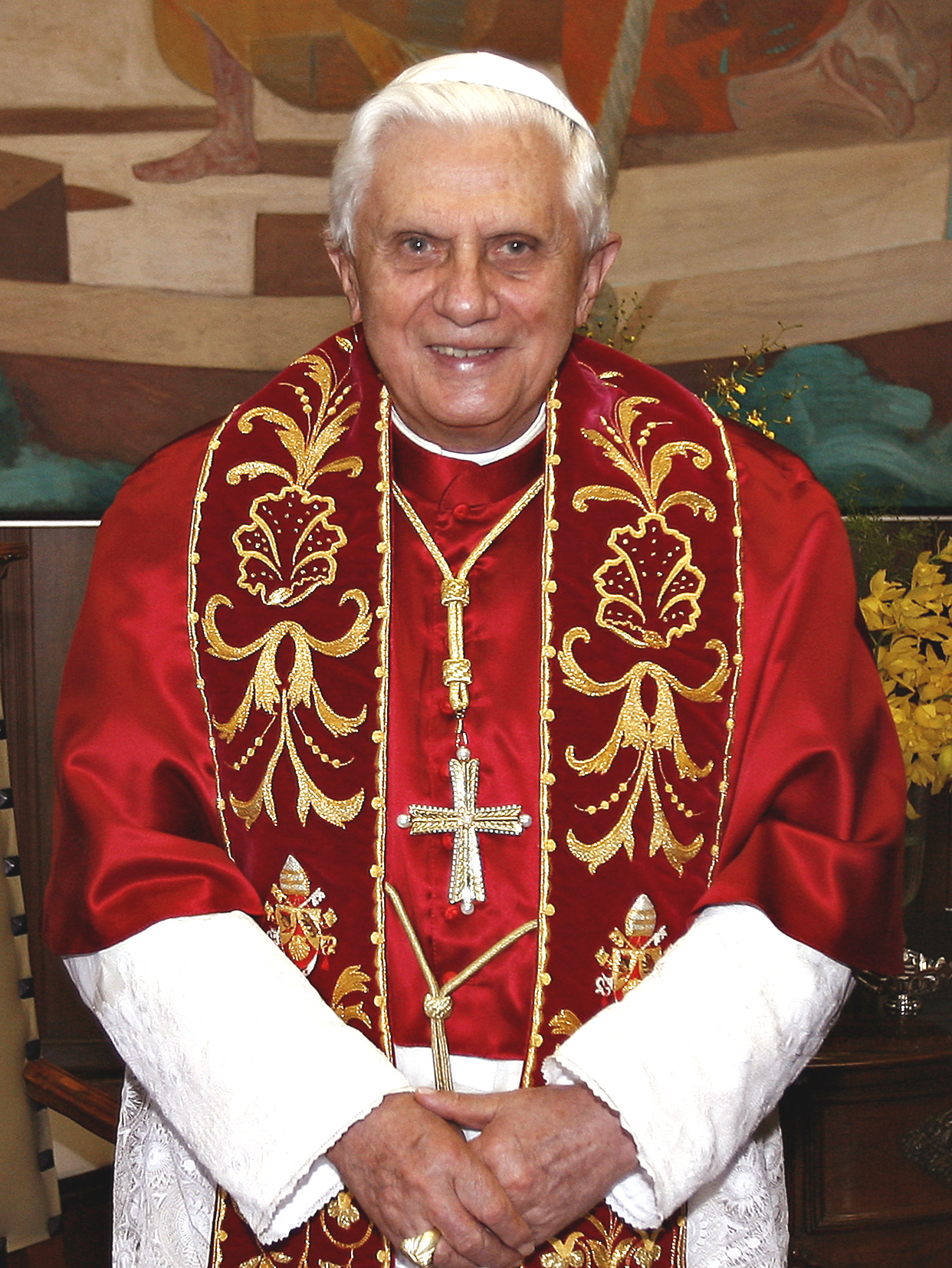
ローマ教皇ベネディクト16世

ローマ・カトリック教会では、ペクトラまたはクルス・ペクトラーリス(ラテン語：crux pectoralis)と呼び、教皇、枢機卿、大司教と司教が着用する。また、教皇の許可を受けて、修道院長や大聖堂付きの律修司祭に着用の特権が与えられることがある。
ペクトラルクロスは日常、宗教行事中ともに着用される。キャソックを着用している場合には、首から下げた十字架をフロントボタンに固定する。付属の紐は絹製で、階位により色が指定されており、教皇は金、枢機卿は赤と金、大司教・司教は緑と金を用い、男性の修道院長は黒と金、女性修道院長と大聖堂付き律修司祭は黒のコードを用いる。
モンシニョールと呼ばれる司祭は教皇により司教と同様の衣装を身に着けることが許可されていることがあるが、ペクトラルクロスの着用によって司教とみわけることができる。
司教や特権を受けていない聖職者もペクトラルクロスを着用することができると考えられているが、その場合は周囲に司教と混同されないように服の下に着用することが求められる。ただし、現実には高位聖職者以外にもペクトラルクロスを着用した聖職者は一部に存在する。
ペクトラルクロスは司教の装飾品の中でも最も新しい習慣の一つで、13世紀ころに慣習的になったものである。それまでは一般の信徒と同じように、着用するかどうかは個々の司教の裁量に任せられていた。

### 聖公会

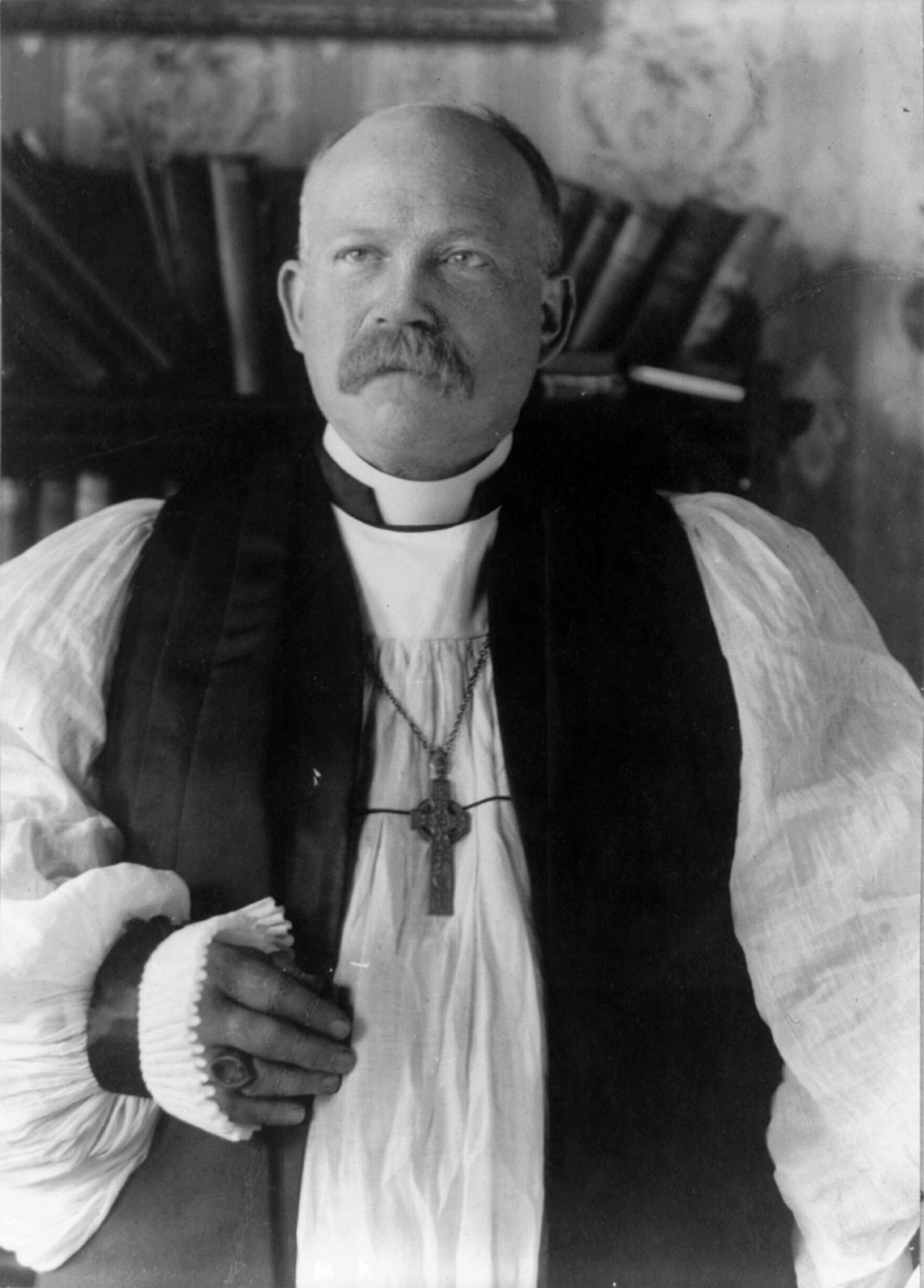
聖公会のワシントン主教アルフレッド・ハーディング

イングランド教会を起源とする聖公会でもペクトラルクロス着用の習慣が継承されているが、通常は主教に限定されている。また、聖公会で使用されるものは、通常コルプス(十字架上のイエス像)は用いられない。主教の石と呼ばれて、指輪等の装飾に用いられてきたアメジストなどの貴石・半貴石が使用されていることもある。カトリックと異なり、十字架をつるす階位ごとの紐の区別はなく、金属製のチェーンなどが用いられるが、一部の教区には伝統的にカトリック時代の着用方法を継続している場合もある。
聖公会では主教以外の聖職者が十字架を首から下げて用いることもしばしば見受けられるが、主教と混同されないように小型のものを用いる。
2009年にバチカンで行われたローマ教皇ベネディクト16世とカンタベリー大主教ローワン・ウィリアムズの会合の際、教皇からカンタベリー大主教にペクトラルスタッフが贈られた。イングランド教会の独立以降、カトリックは同教会による聖職制度と正当性を否認してきたが、十字架の授与により、教皇がカンタベリー大主教を『司教』として認識したことを示すものと解釈する主張も見られた。

### プロテスタント
プロテスタントでは、ルター派福音主義教会やルター派を多く含む福音主義合同教会の監督などに着用例がみられるが、教役者の祭服制度を持たない教派も多く、十字架の着用は個人の思想や教派の方針によってさまざまである。

## ギャラリー

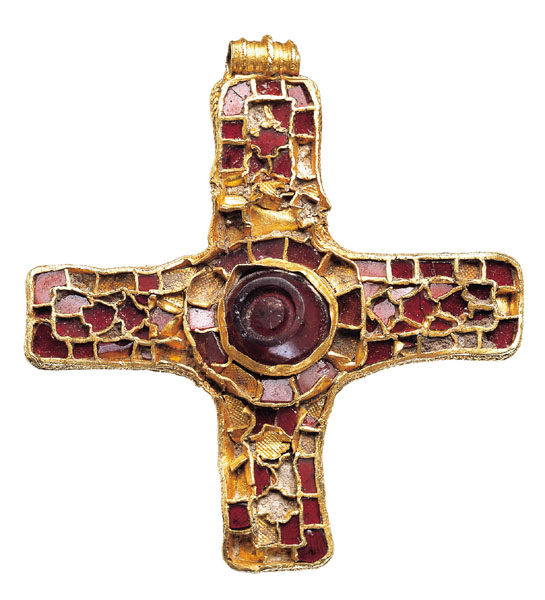
アシュモリアン美術館所蔵のアングロサクソンの金とガーネットの十字架。
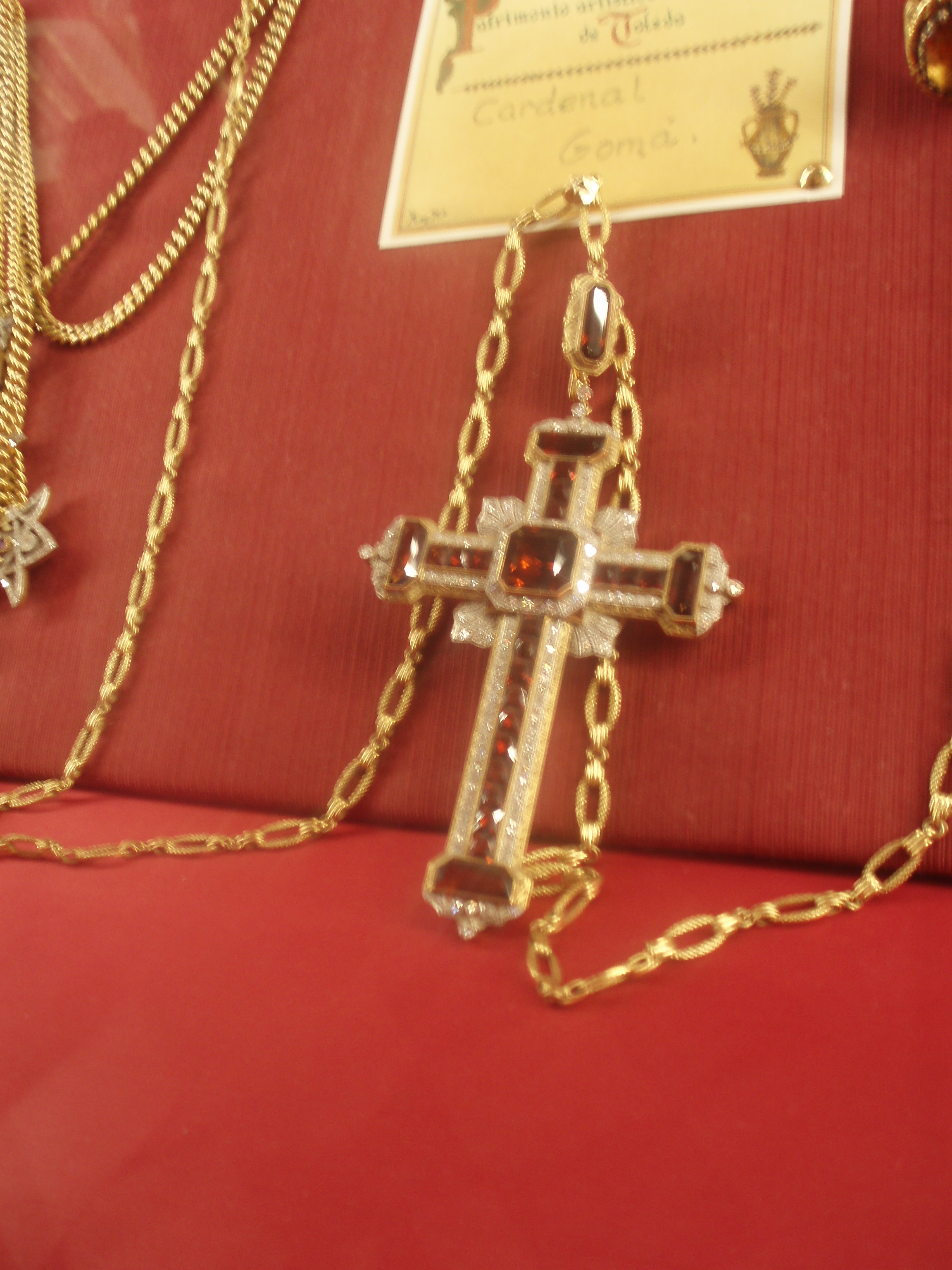
トレド大聖堂所蔵
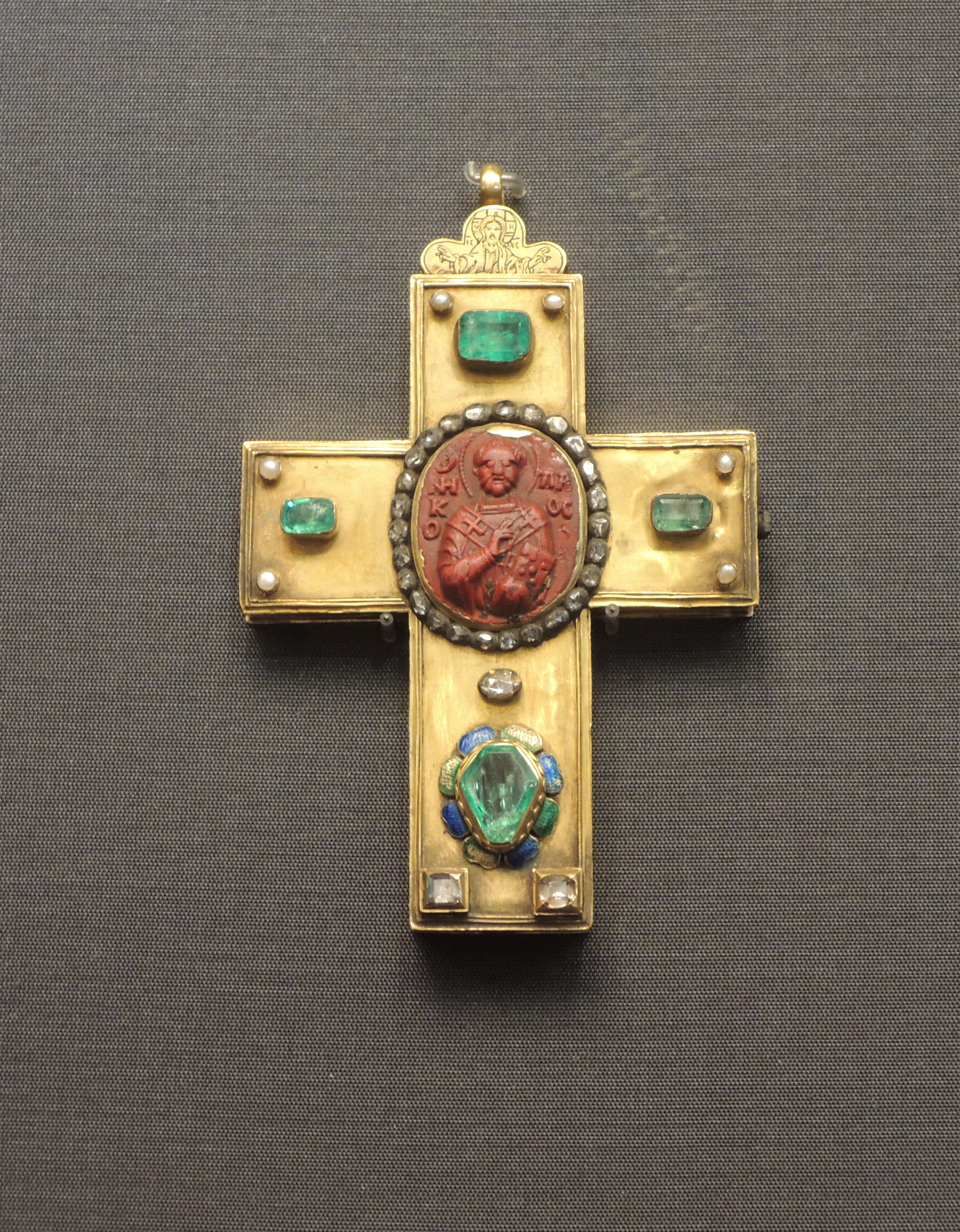
クレムリン美術館所蔵の聖ニコラスのカメオがついたもの
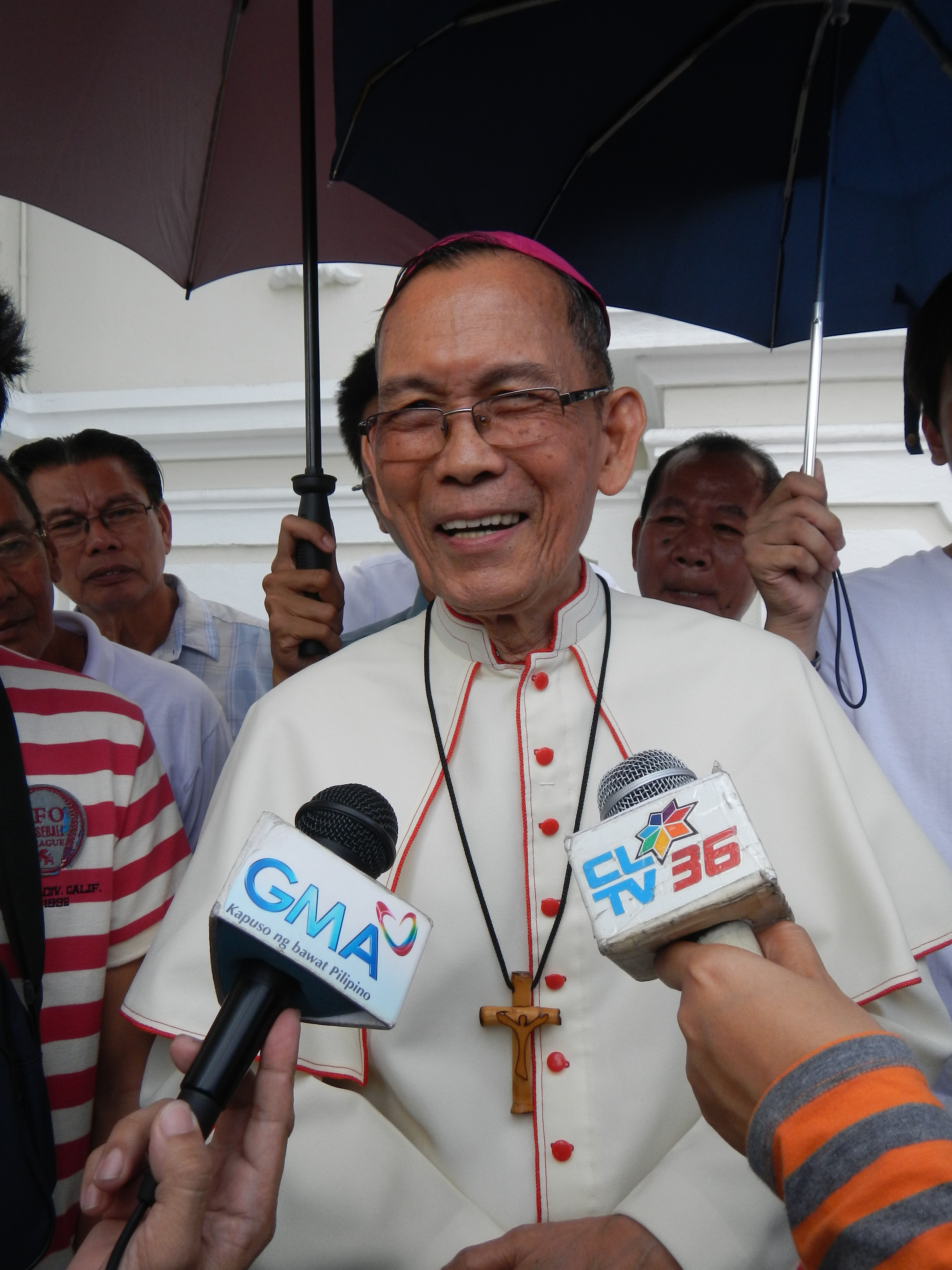
カトリックのフィリピン大司教Paciano Anicetoが身に着けている先住民族の竹工芸の十字架
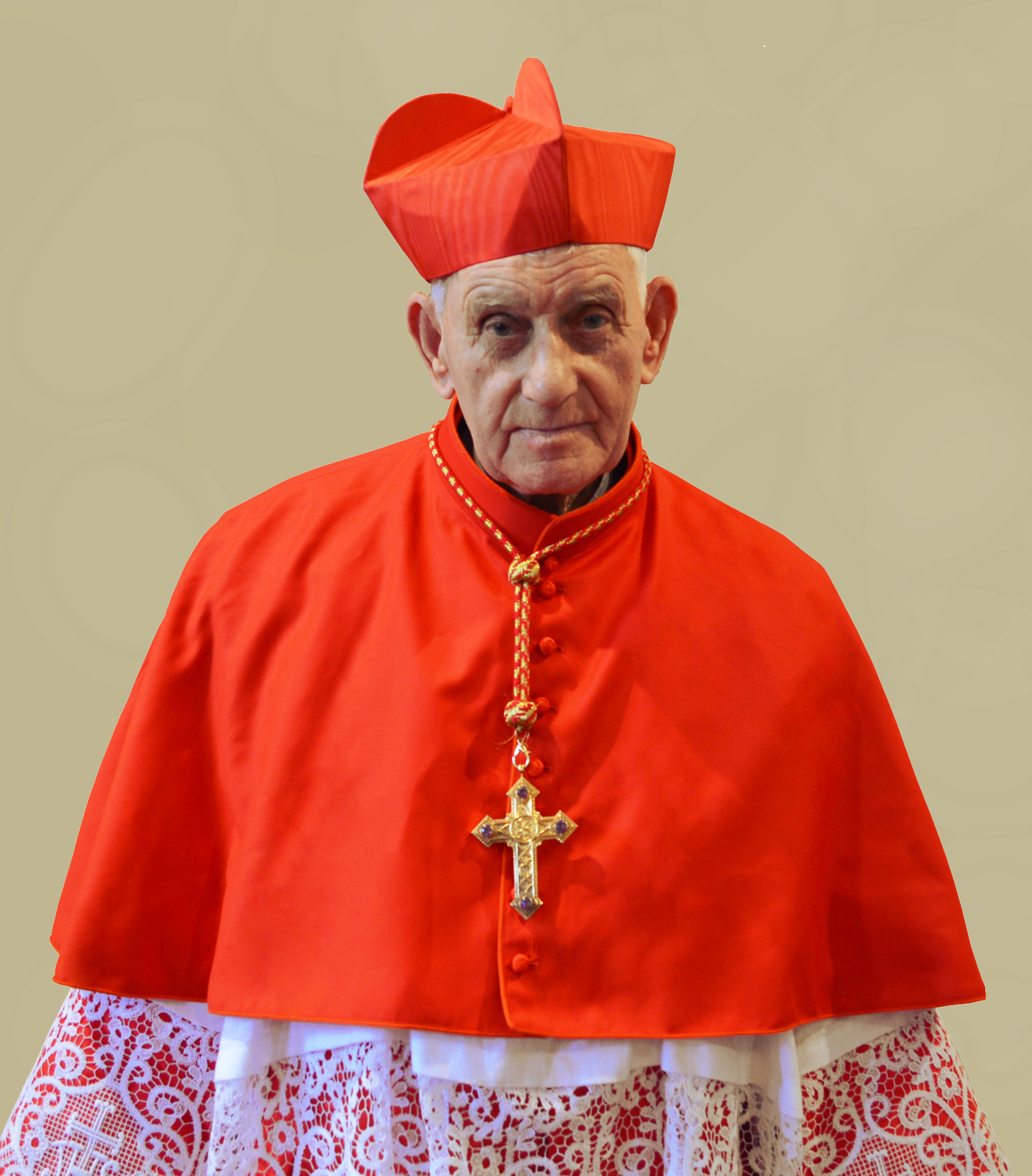
赤と金のロープでペクトラルクロスを装着するカトリックの枢機卿Ernest Simoni
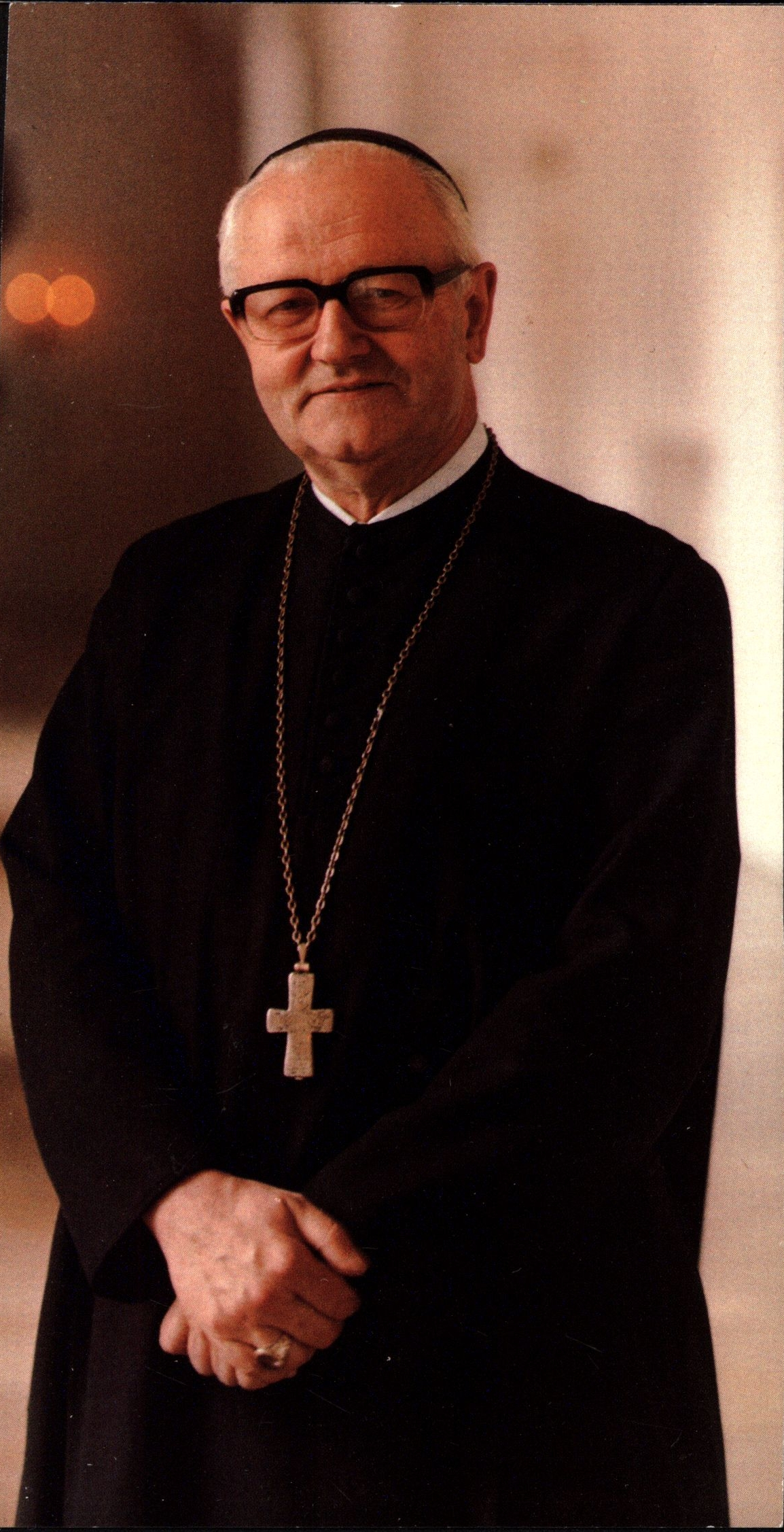
クレムスミュンスター修道院の修道院長Albert Bruckmayrが装着している銀のペクトラルクロス
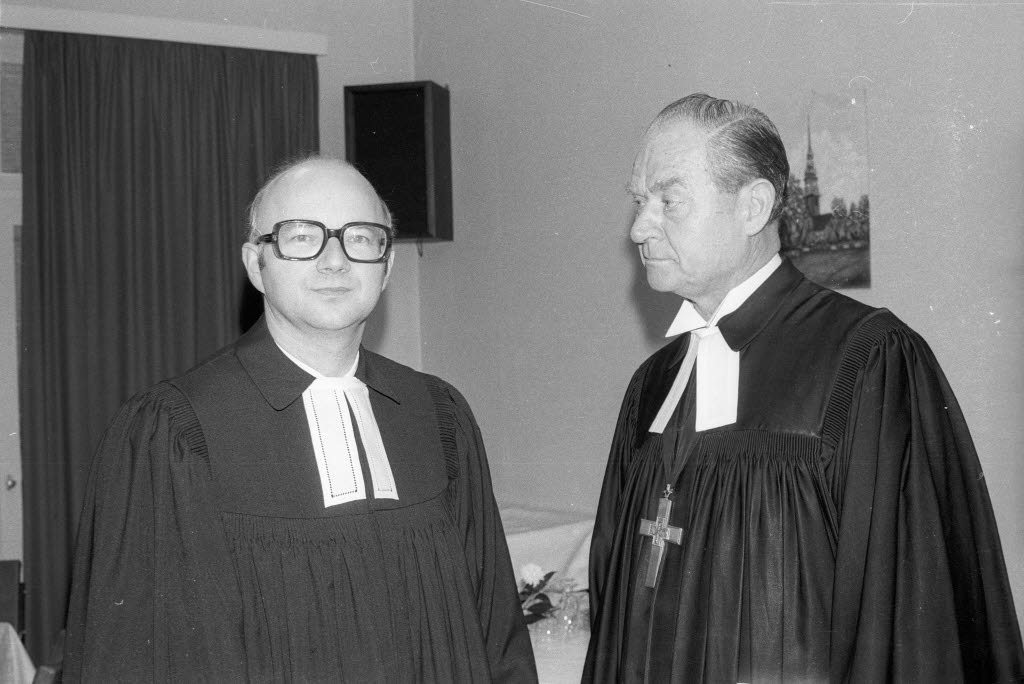
ドイツのルター派教会の牧師（1975年撮影）
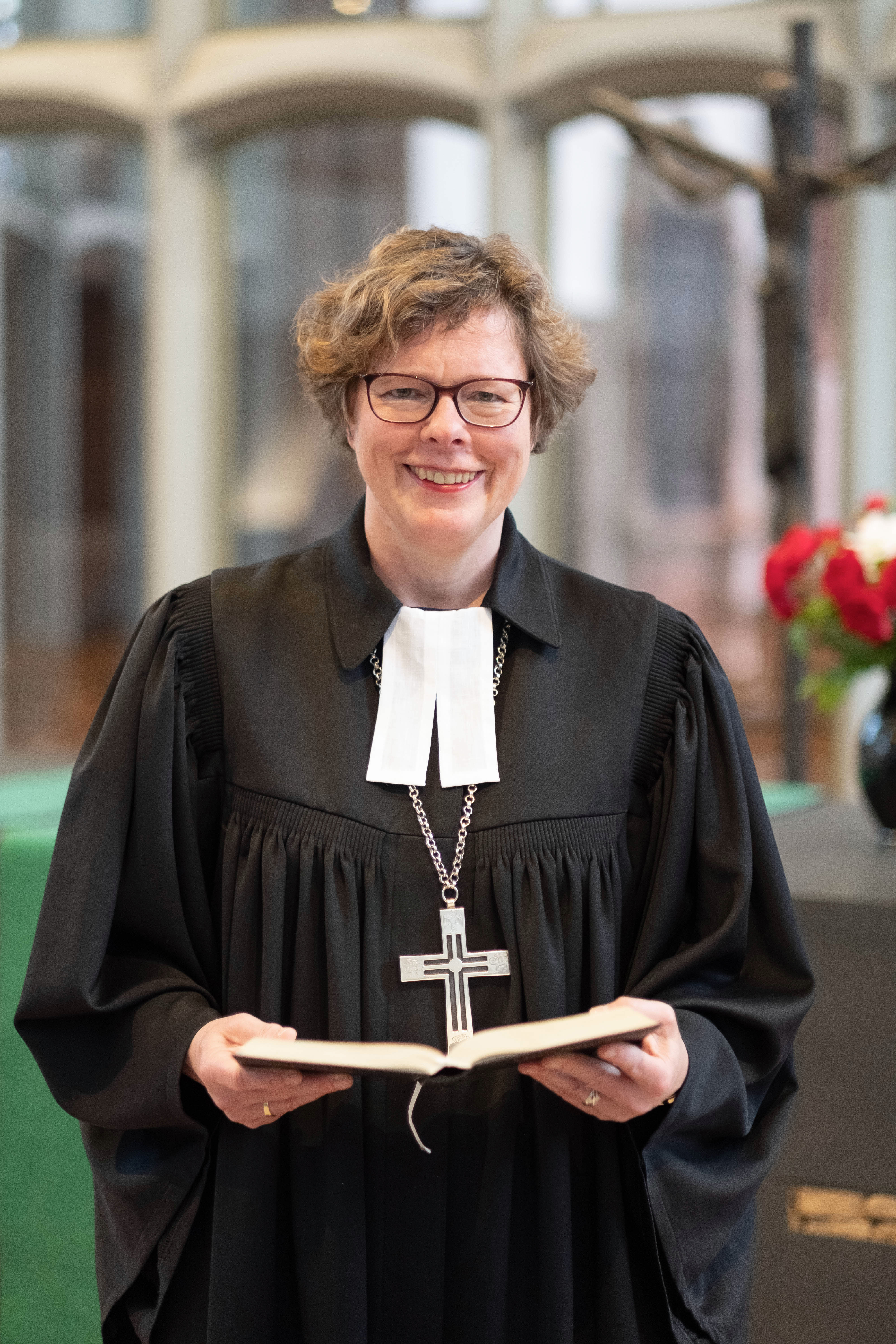
ベアテ・ホフマン合同教会監督（2020年）